# Слюсарєва Ольга Анатоліївна
Ольга Анатоліївна Слюсарєва (28 квітня 1969 , Донець, Харківська область ) — російська велогонщиця, олімпійська чемпіонка та призерка Олімпійських ігор, чемпіонка світу, заслужений майстер спорту Росії. З 27 вересня 2019 року стала мером Тули.

## Життєпис
Народилася 28 квітня 1969 року в селищі міського типу Червоний Донець Харківської області. У 1993 році закінчила Тульський державний педагогічний університет ім. Лева Толстого, а у 2010 році — Орловську регіональну академію державної служби. Проходила службу в Збройних силах Російської Федерації.
Протягом своєї спортивної кар'єри Слюсарєва виграла вісімнадцять медалей чемпіонату світу, шість з яких золоті. Виступаючи у різних дисциплінах, найбільшого успіху досягла у гонках за очками. На Олімпійських іграх 2000 року в Сіднеї вона виграла бронзову медаль у цьому виді велоспорту, а через чотири роки у Афінах стала олімпійською чемпіонкою. Також у Афінах вона виграла бронзову медаль у груповій шосейній гонці.
Після завершення спортивної кар'єри розпочала політичну діяльність. З червня 2012 року працювала в комітеті спорту та молодіжної політики Тульської області. У вересні 2014 року стала депутатом Тульської обласної думи. З 27 вересня 2019 року була обрана на посаду міського голови Тули.

## Особисте життя
Діти
- Сергій (1997 рік)
- Єгор (2009 рік)
- Богдан (2012 рік)
- Микита (2016 рік)